# 神宮寺バイパス
神宮寺バイパス（じんぐうじバイパス）は、秋田県大仙市内の国道13号のバイパス道路である。大曲バイパスの終点である玉川橋北交差点から大仙市北楢岡付近までの区間。

## 概要
2010年11月までにバイパス区間が完成し、2013年3月には刈和野バイパスと接続する大仙市北楢岡までの現道2.4km区間の拡幅事業が完了したことにより、当バイパスの工事がすべて完了した。
なお、国道13号の現道は、神宮寺バイパスが完成した後の2014年3月14日に秋田県道30号神岡南外東由利線および秋田県道67号四ツ屋神岡線の一部に認定されている。

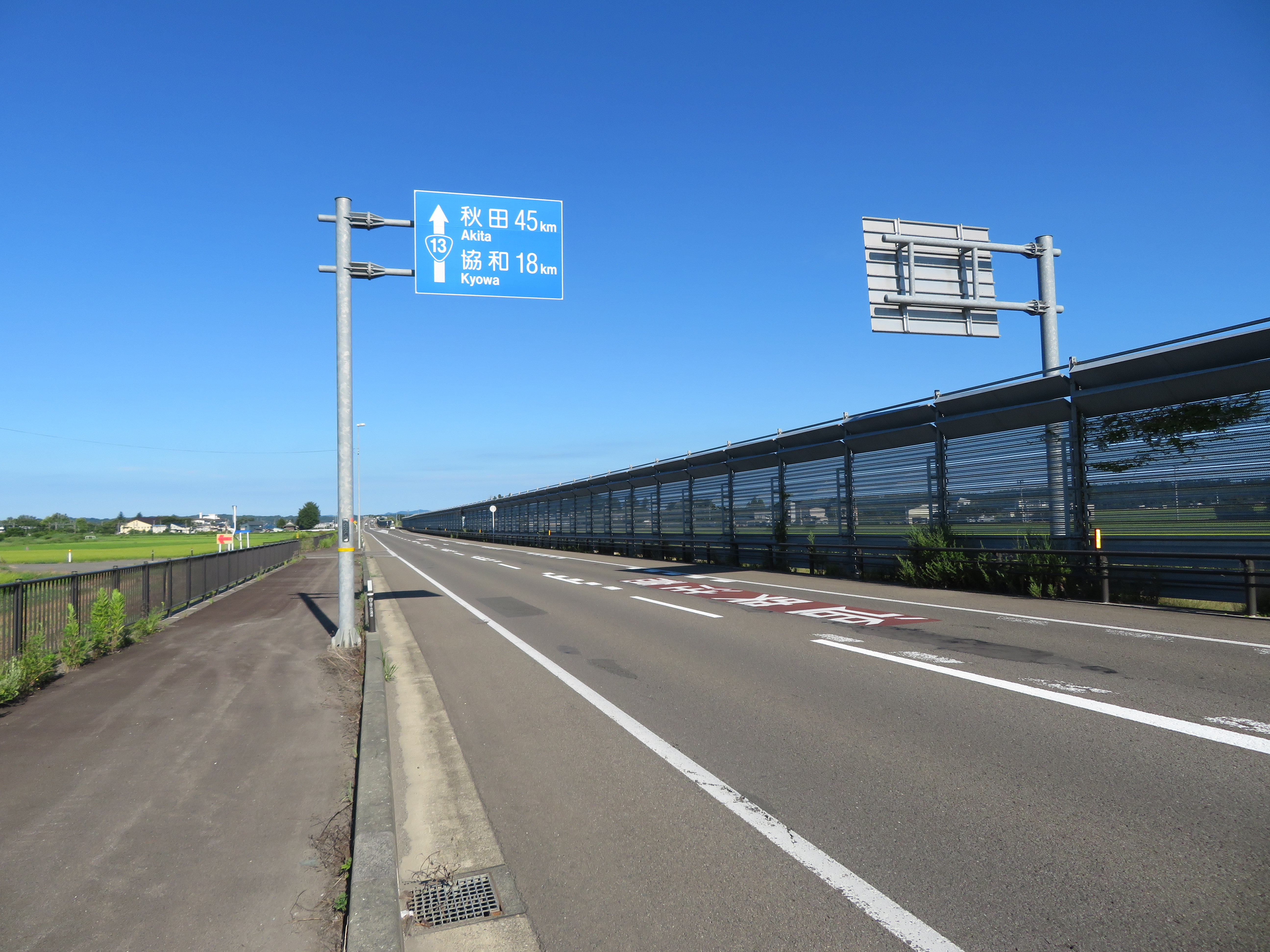
秋田県大仙市神宮寺付近

### 路線データ
- 起点：秋田県大仙市花館
- 終点：秋田県大仙市北楢岡字下船戸
- 全長：12.0 km
- 車線数：暫定2車線（完成4車線）

## 沿革
- 1998年（平成10年）：事業着手
- 2007年（平成19年）9月23日 ：第1工区・起点 - 四ッ屋神岡線交差点間（3.3km）開通
- 2009年（平成21年）10月24日 ：第2工区・四ッ屋神岡線交差点 - 大仙市神宮寺字大坪（1.7km）開通
- 2010年（平成22年）11月3日 ：第3工区・大仙市神宮寺字大坪 - 大仙市北楢岡字高花（高花交差点）（2.2km）開通[3]
- 2013年（平成25年）3月29日 : 大仙市北楢岡字高花 - 大仙市北楢岡字下船戸の2.4 kmの拡幅工事が完了し、バイパスの全区間の工事が完了した。[1]

## 路線状況

### 主な橋
- 間倉こ線橋（JR秋田新幹線・奥羽本線）[4]
- 大浦こ線橋（JR秋田新幹線・奥羽本線）[4]

### 道路施設
- 道の駅かみおか

## 地理

### 交差する道路
- 国道13号大曲バイパス（大仙市花館）
- 秋田県道30号神岡南外東由利線（大仙市花館）
- 秋田県道67号四ツ屋神岡線（大仙市神宮寺）
- 秋田県道67号四ツ屋神岡線（大仙市北楢岡）
- 国道13号刈和野バイパス（大仙市北楢岡）